# 올리비아 쿡
올리비아 쿡(Olivia Cooke, 1993년 12월 27일 ~ )은 잉글랜드의 배우이다.

## 출연 작품

### 영화
- Ruby's Skin (2014) - 루비 역 (단편)
- 콰이어트 원 (2014) - 제인 하퍼 역
- 더 시그널 (2014) - 헤일리 피터슨 역
- 위자 (2014) - 레인 모리스 역
- 나와 친구, 그리고 죽어가는 소녀 (2015) - 레이철 쿠슈너 역
- 헬로 케이티 (2016, Katie Says Goodbye)
- 더 라임하우스 골렘 (2016)
- 서러브레드 (2017) - 어맨다 역
- 레디 플레이어 원 (2018) - 서맨사 쿡 / 아르테미스 역
- 라이프 잇셀프 (2018)
- 사운드 오브 메탈 (2019)
- 퍼펙트 스틸 (2021) - 리아 역
- 파이어하트 (2022) - 조지아 홀든 역 (애니메이션)

### 텔레비전
- 베이츠 모텔 (2013-17) - 에마 디코디 역
- 베니티 페어 (2018) - 베키 샤프 역
- 슬로 호시스 (2022) - 시도니 "시드" 베이커 역
- 하우스 오브 드래곤 (2022) - 알리센트 하이타워 역